# コトカ
コトカ（フィンランド語: Kotka [ˈkotkɑ]、「鷲」の意）は、フィンランド東南部キュメンラークソ県に位置し、キュミ川がフィンランド湾に注ぐ河口に位置する自治体。コトカ＝ハミナ郡に属する。フィンランド本土と島をまたぐ町域を持つが町の中心地はコトカ島にある。キュメンラークソ県の最大都市であり同県の県庁でもある。エストニアのシッラマエとはフェリーで結ばれている。

## スポーツ
コトカを本拠地に置くサッカークラブチームにFCコーテーペーが存在し、2011年シーズンはフィンランド2部のウッコネンに所属している。

## コトカ出身の人物
- ペンッティ・ハマライネン（英語版） - ボクシングのオリンピックメダリスト
- ヤリ・マンティラ  - ノルディック複合のオリンピックメダリスト
- ユハニ・カルキネン - スキージャンプ選手
- エイノ・プリエ - 陸上競技のオリンピックメダリスト
- ロフティ・ナシブ - アイスホッケー選手
- オムニアム・ギャザラム - メロディック・デスメタルバンド
  - マルクス・ヴァンハラ（ギタリスト）

## 姉妹都市
- グディニャ（ポーランド）
- クロンシュタット（ロシア）
- サンクトペテルブルク（ロシア）
- タリン（エストニア）

## ギャラリー

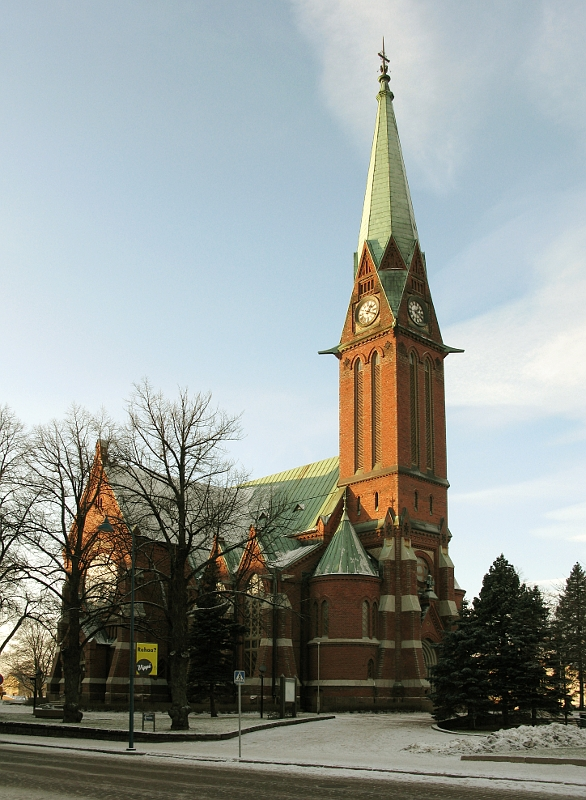
ルーテル教会の教会堂 (2009年)
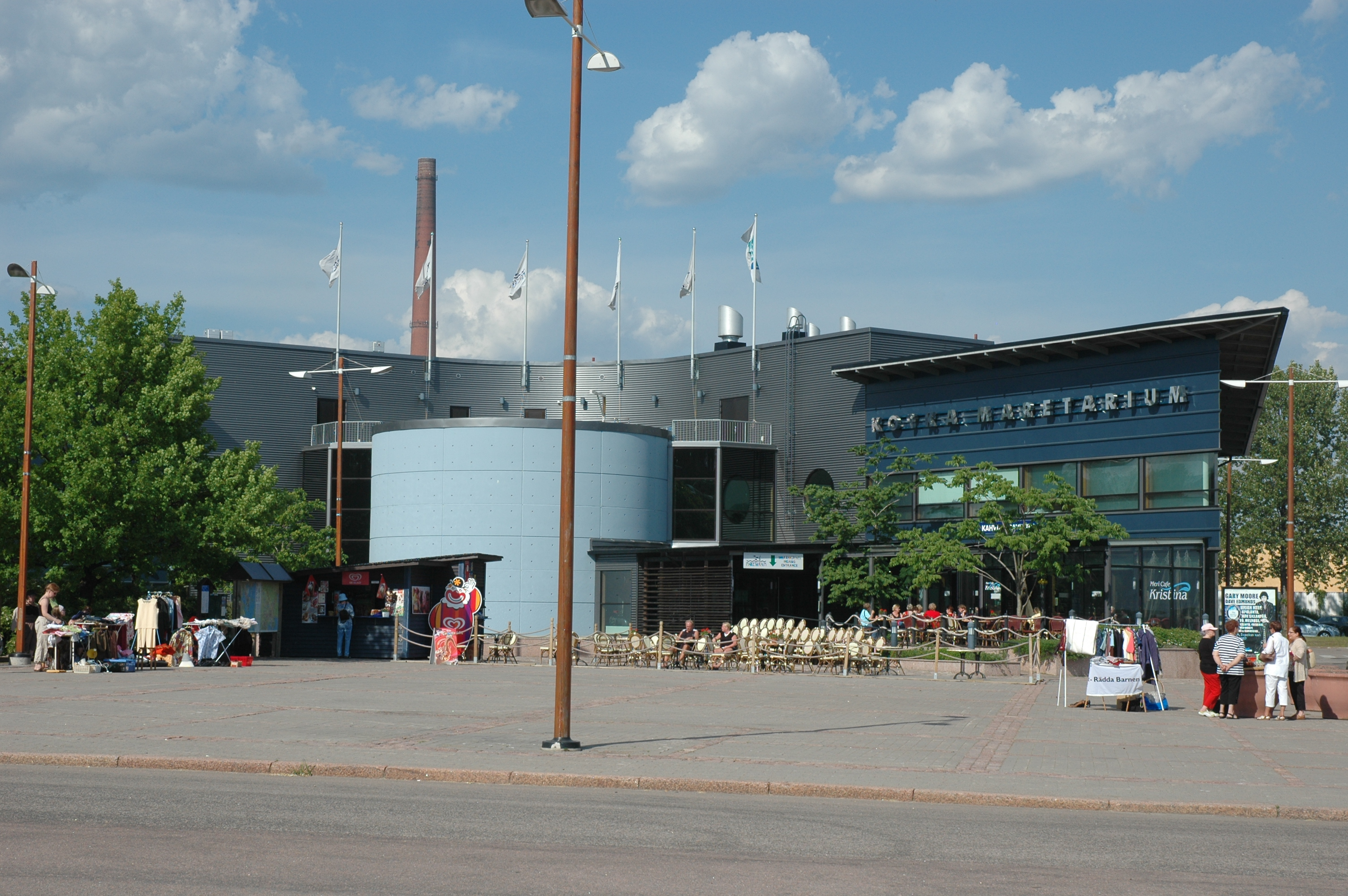
コトカ水族館
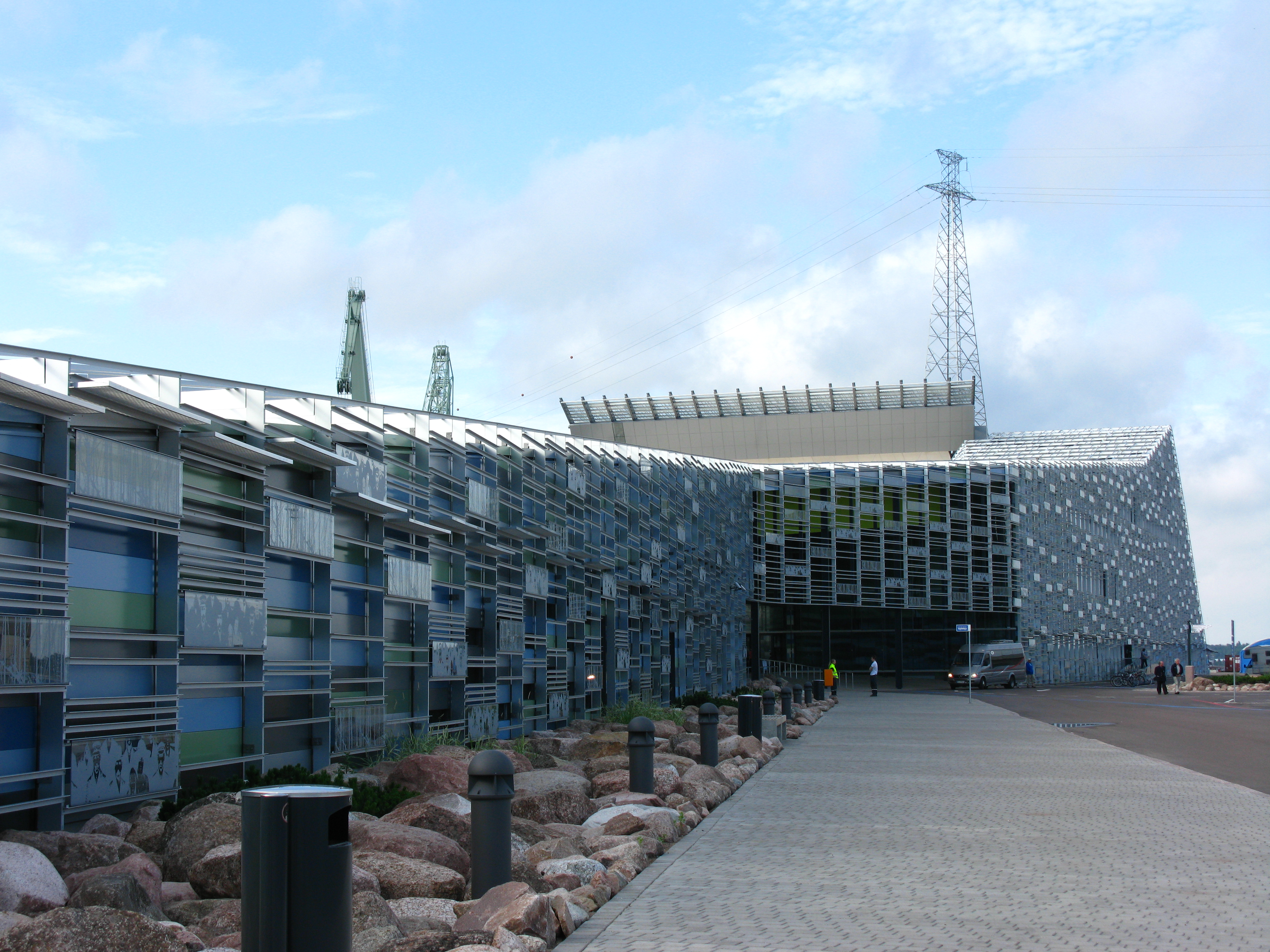
コトカ海事博物館 (Maritime Centre Vellamo, 2008年)
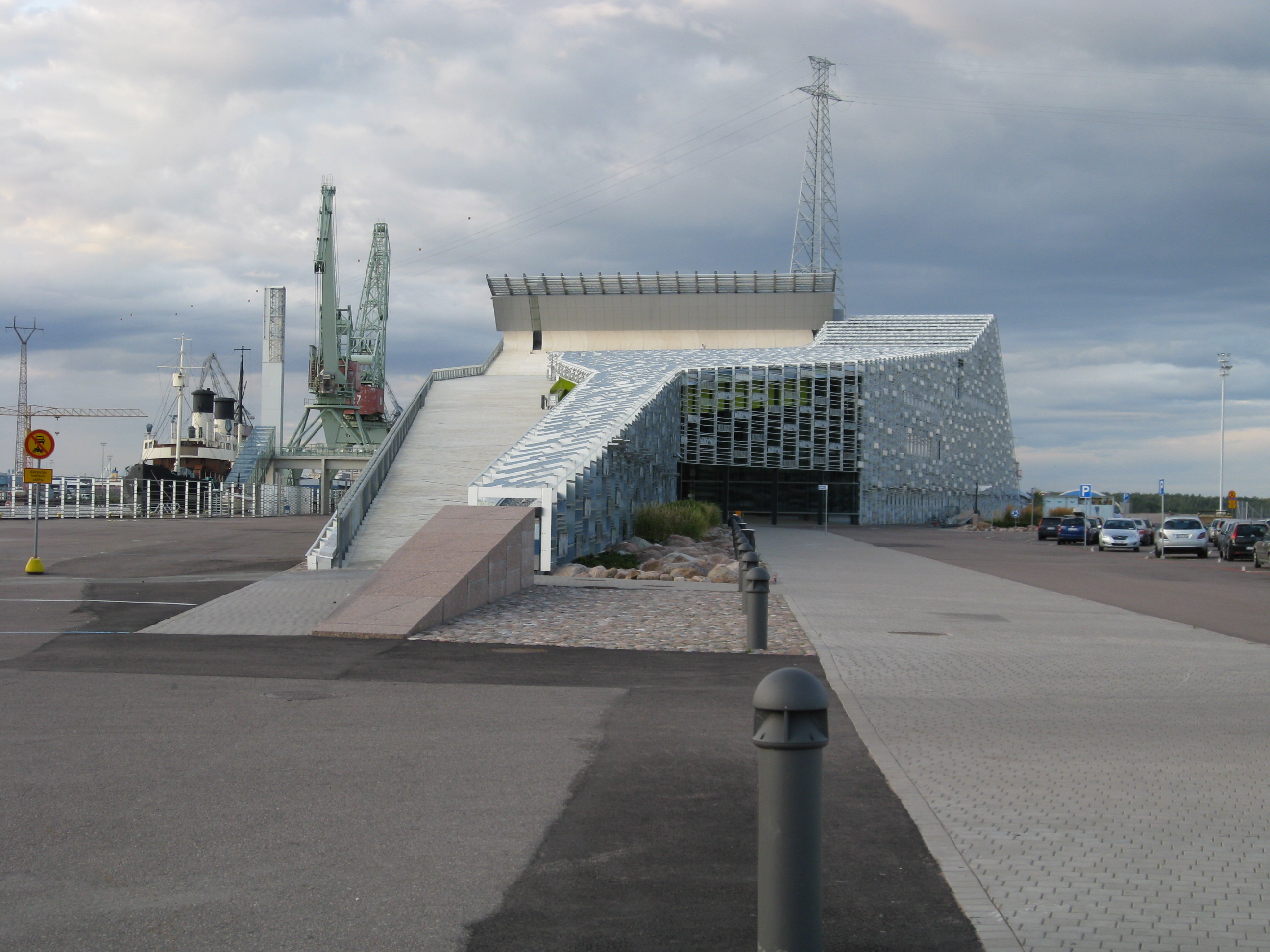
コトカ海事博物館 (Maritime Centre Vellamo, 2009年)
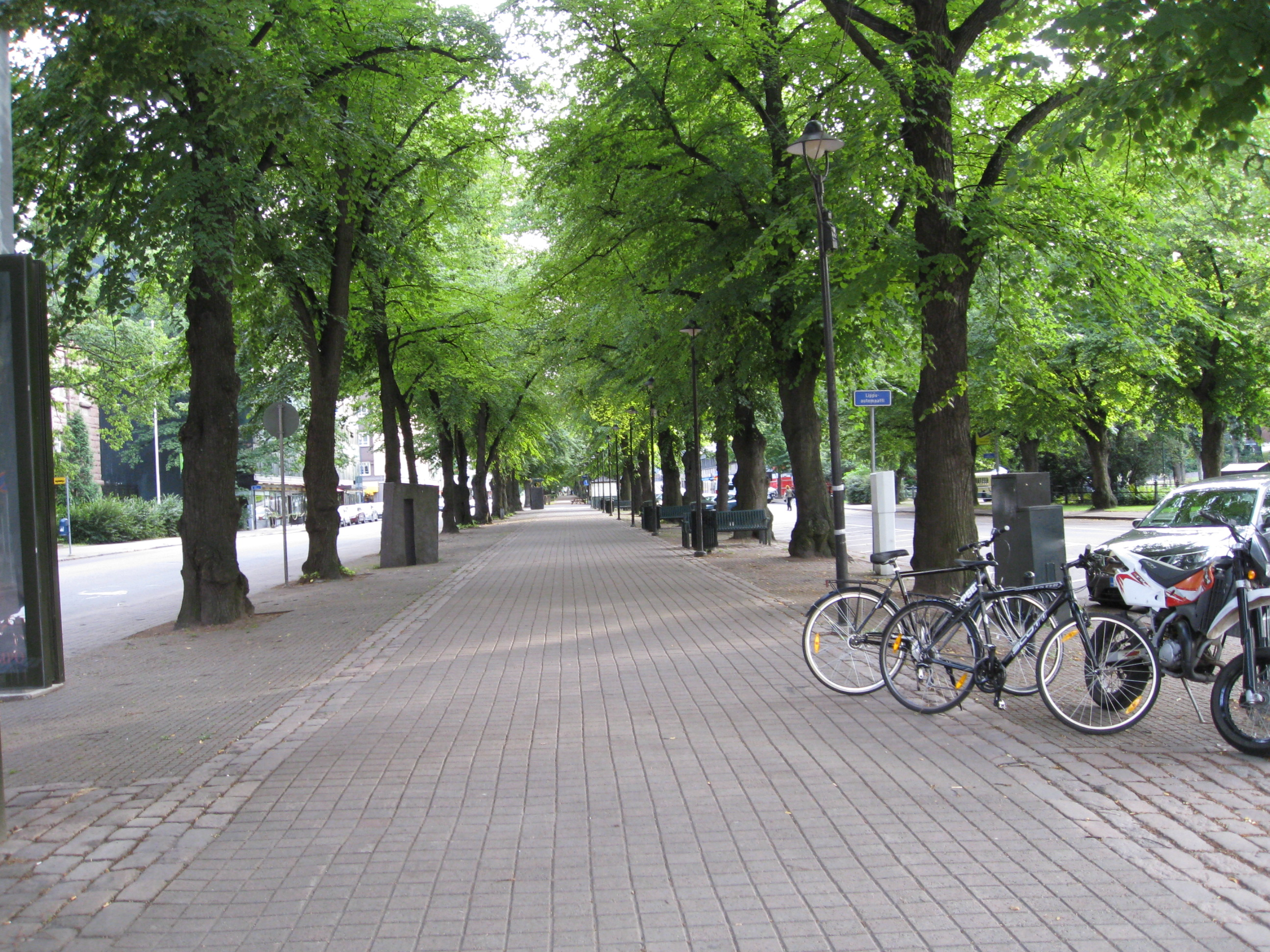
市内の通り (2009年)